# Parastichopus regalis
Holothurie de sable, Espardenya
Espèce
Synonymes
- Eostichopus regalis (Cuvier, 1817)
- Eostichopus regalis (Cuvier, 1817)
- Gastrothuria limbata Perrier, 1899
- Holothuria columnae Cuvier, 1817
- Holothuria regalis Cuvier 1817
- Holothuria regalis Cuvier, 1817
- Holothuria triquetra Delle Chiaje, 1841
- Stichopus regalis (Cuvier, 1817)

Statut de conservation UICN

 LC  : Préoccupation mineure
L'espardenya (Parastichopus regalis) est une espèce d'holothuries (plus connues comme concombres de mer ou bêches de mer).

## Description

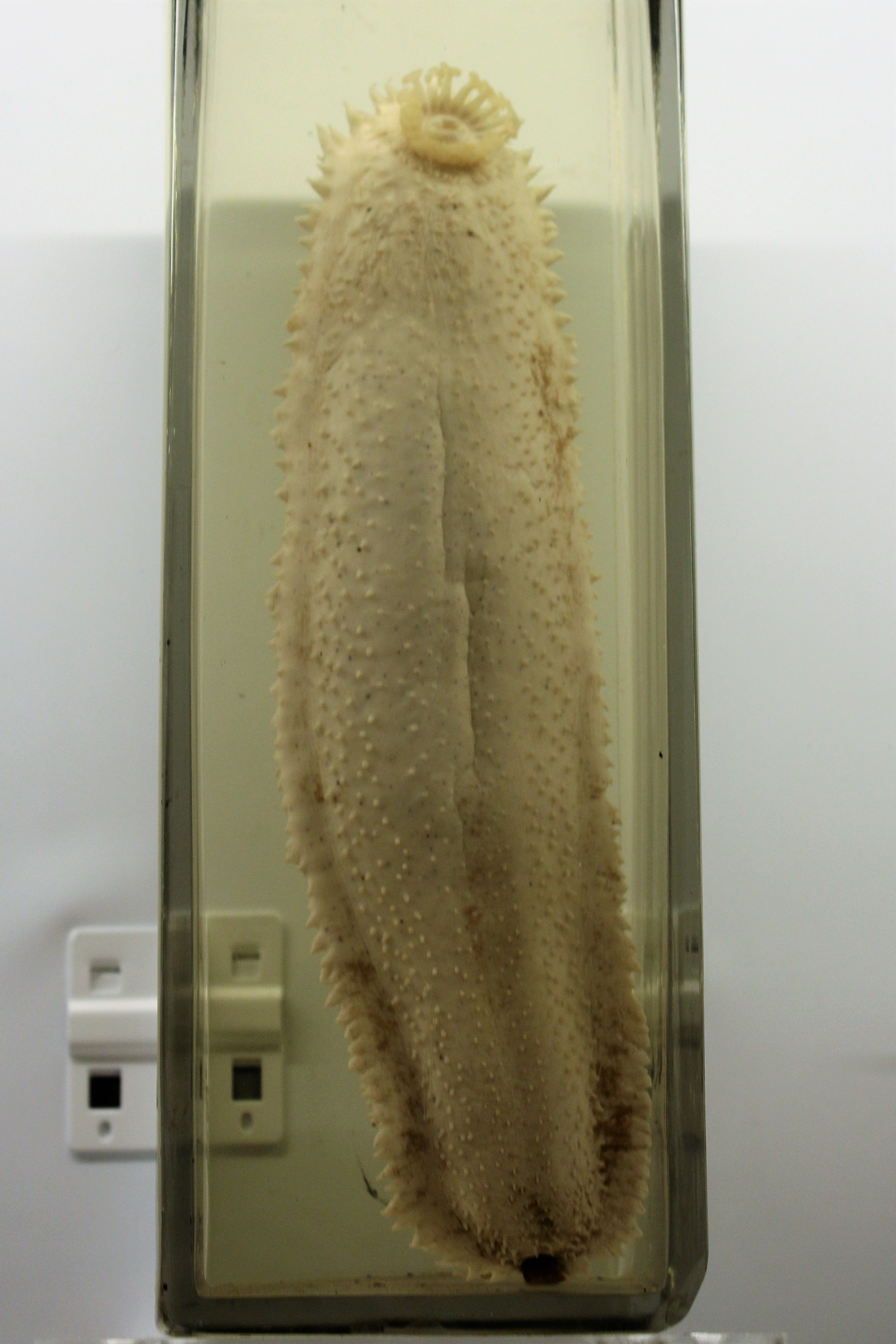
Face ventrale d'un spécimen de muséum.

Son corps est mou et rugueux, de forme allongée. La surface de son ventre est plate et rampante, car elle est munie de pieds ambulacraires. Les espardenyes adultes ont une longueur d'environ 30 cm et une couleur marron-rouge avec des taches blanches.
Les gonades des espardenyes, de couleur blanche et d'environ cinq centimètres de longueur, sont très appréciées dans la haute cuisine et caractéristiques en particulier de la cuisine traditionnelle catalane.

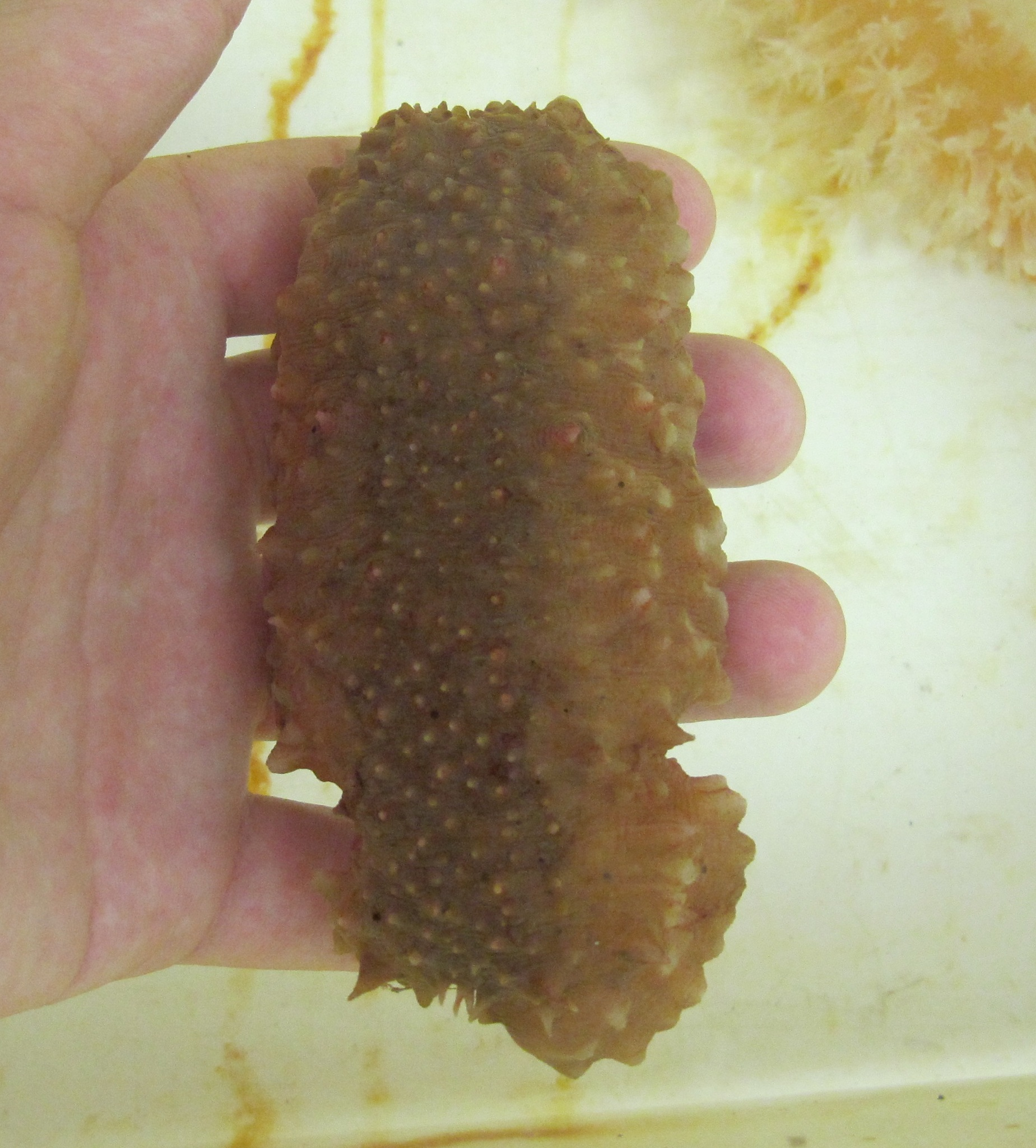
Petit spécimen tenu en main.

## Habitat et répartition
Cette holothurie est assez abondante sur les côtes est-Atlantiques tempérées (des Canaries à l'Irlande), ainsi qu'en Méditerranée, de l'Espagne à la Grèce.
Cette espèce se rencontre à des profondeurs allant de 5 à plus de 800 mètres, sur des fonds sableux ou vaseux.

## Biologie
Cette espèce peut abriter certains symbiotes, notamment des poissons-perle (Carapus acus), dont elle est le principal hôte en Méditerranée et Atlantique nord-est.

## L'Espardenya et l'Homme

### Capture
Dans les quelques régions où elles sont consommées (Espagne, France, Turquie...), les techniques de capture des espardenyes sont onéreuses car elles sont très spécialisées et se limitent à de très petites quantités ; c'est principalement un produit de prise accessoire de pêche au chalut. En conséquence, malgré son exploitation commerciale locale l'espèce demeure abondante et n'est pas considérée comme menacée par l'IUCN. Sa pêche n'est donc actuellement régulée dans aucun pays.

### Gastronomie
Les espardenyes sont consommées depuis des siècles par les pêcheurs des pays catalans, plus précisément en Catalogne, en Roussillon, Valence et aux îles Baléares, mais aujourd'hui les Catalans commencent à les populariser à une échelle plus large, relevant leur prix en 2007 entre 75 € et 100 € par kilogramme. Ce commerce demeure cependant encore assez restreint géographiquement (surtout comparé à la vaste aire de répartition de l'animal), et ne menace pas la survie de l'espèce à moyen terme.
Pour nettoyer les espardenyes, il faut couper les deux bouts, les ouvrir par la moitié et les rincer à l'eau pour éliminer le sable. Elles s'utilisent entières ou coupées en bandes. D'habitude, on les mange presque crues, à la plancha, cuites pendant quelques secondes d'un seul côté ou en bouillon, cuites pendant pas plus de dix minutes.
Elles s'utilisent dans la cuisine traditionnelle catalane, notamment comme ingrédient ou accompagnement des typiques plats mariniers catalans à base de riz safrané du même genre que, par exemple, la paella ; ou sinon avec des légumes secs. De nos jours, les espardenyes se mangeant aussi comme tapa.
Quelques recettes typiques à la cuisine catalane sont :
- Riz safrané aux espardenyes et langoustines.
- Riz noir aux espardenyes.
- Suquet (une sorte de bouillabaisse à la catalane) de langouste, crevettes et espardenyes.
- Peus calçats, des pieds de veau cuits avec des espardenyes avec une base de Sofregit. Un exemple de mar i muntanya catalan.
- Espardenyes amb seques, moitié d'espardenyes et moitié de haricots blancs, cuits dans un sofregit avec safran et des pignons de pin.
- Múrgoles amb espardenyes, les múrgoles sont un type de champignon. Cette tapa est un sauté d'espardenyes coupées en longues bandes avec des lamelles de champignon.